# Santa Barbara (soap opera)
Santa Barbara è stata una soap opera statunitense andata in onda dal 1984 al 1993 sul canale NBC. La soap ha debuttato in Italia il 3 aprile 1989 su Rai 1, per essere poi trasmessa su Rai 2 dal 1991, nell'orario del primo pomeriggio, subito dopo Quando si ama per poi concludere la sua naturale programmazione al mattino.

## Trama
La serie, creata da Bridget e Jerome Dobson, ambientata nella cittadina californiana da cui prende il nome, racconta le vicende di due potenti e ricche famiglie, i Capwell e i Lockridge, rivali da sempre.
Le storie erano incentrate su intrighi e amori, che inevitabilmente coinvolgevano i membri delle famiglie. La coppia storica della soap è stata quella composta da Eden Capwell e Cruz Castillo, interpretati da Marcy Walker e da A Martinez, la cui storia d'amore interrazziale (lui era di origine messicana) è stata catalizzatrice di gran parte della programmazione.

## Accoglienza
Curiosamente negli Stati Uniti non ha mai raggiunto alti indici di ascolto, mentre in Europa (in particolare in Italia, Francia, Spagna, Germania e Scandinavia) ha registrato una popolarità inaspettata.
Molti critici di settore la definiscono la soap opera più intelligente tra quelle statunitensi, grazie alla forte dose di humor che le permise di sorridere di sé stessa e del prodotto soap opera in generale.
In soli 9 anni di vita vinse oltre 20 premi Emmy di cui tre consecutivi come miglior serie drammatica del day-time (dal 1988 al 1990).
La soap ebbe estimatori anche di un certo rilievo: nel 1985 quando Louise Sorel (interprete di Augusta Lockridge) divenne momentaneamente cieca, essendo stata coinvolta nell'esplosione di una galleria sotterranea, il presidente statunitense Ronald Reagan e sua moglie Nancy, estimatori della serie, inviarono all'attrice un telegramma con gli auguri di pronta guarigione.

## Curiosità
La soap è stata anche un trampolino di lancio per numerosi attori divenuti in seguito celebri, prima fra tutti Robin Wright (che ha interpretato il ruolo di Kelly Capwell dal 1984 al 1988, divenendo in seguito una star hollywoodiana); inoltre nella serie è apparso un allora sconosciuto Leonardo DiCaprio, in un ruolo minore.
Nella soap hanno recitato per un breve periodo anche due attori italiani: Enrico Mutti e Manuela Metri, vincitori di un concorso indetto dalla produttrice New World Productions e Rai 2, il cui scopo era trovare nuovi volti per la serie per alcuni episodi ambientati in Italia (in cui la soap aveva molto successo), ma in seguito alla decisione di chiudere Santa Barbara la trasferta venne annullata e i personaggi interpretati dai due attori italiani furono trasferiti direttamente negli Stati Uniti per girare gli ultimi episodi.

## Componenti del cast
- Robin Wright: Kelly Capwell Perkins (1984-1988)
- John Allen Nelson: Warren Lockridge (1984-1986)
- Jack Wagner: Warren Lockridge (1991-1993)
- Bridgette Wilson: Lisa Fenimore (1992-1993)
- Enrico Mutti: Giovanni DeAngelis (1992-1993)
- John Wesley Shipp: Martin Ellis (1987)
- Paul Johansson: Greg Hughes (1989-1990)
- Leigh McCloskey: Zach Kelton/ Ethan Ashe (1988-1989)
- Leonardo DiCaprio: Mason Capwell da ragazzo (1990)
- Kevin Sorbo: fattorino (1991)
- Téa Leoni: Lisa DiNapoli (1989)